# Kapitány torony
A Kapitány torony (máltaiul: Torri tal-Kaptan) vagy a „kapitány tornya” lakótorony Naxxarban, Máltán, amelyet a Szent János-rend építtetett 1550 körül – Jean Parisot de La Valette nagymester magisztrátusa idején – a Naxxar ezred kapitányának lakhelyéül. A jól megőrzött torony magántulajdonban van, nem látogatható.

## Története
A torony a milícia Naxxar ezredének kapitánya részére épült, lakóhelyül. A lovagrend 1548-ben Gauci tornyot szemelte ki erre a célra, de a rekvirálás nem sikerült, így egy hasonló tornyot építtetett. A kapitány tornya az egyik legkorábbi Ispotályos erődítmény Máltán. 
A torony kialakítása a korábbi, rodoszi lakótornyokéhoz hasonlít: négyzetes alaprajzú, háromszintes. A tetőn alacsony mellvéd fut körbe, amelyen lőréseket alakítottak ki és minden oldalon egy-egy pilléres dobónyílást, ahonnan köveket vagy más anyagokat, például forrásban lévő vizet, forró homokot, égetett meszet vagy forrásban lévő étolajat ejthettek a támadókra. Ezek képviselték a torony védelmi rendszerét. Különlegesség a tetőre épített galambdúc; az itt élő postagalambok biztosították a kommunikációt a mdinai parancsnoksággal, majd később Vallettával.
A tornyot és a hozzá épült házat az 1675-76-os pestisjárvány idején ideiglenes kórházként használták,  majd a 17. század végére elvesztette védelmi szerepét. Helyét átvették a Wignacourt, Lascaris, és De Redin nagymesterek idején megépített új erődítmények.
Napjainkban a torony jó állapotú, magántulajdonban van, és nem látogatható.

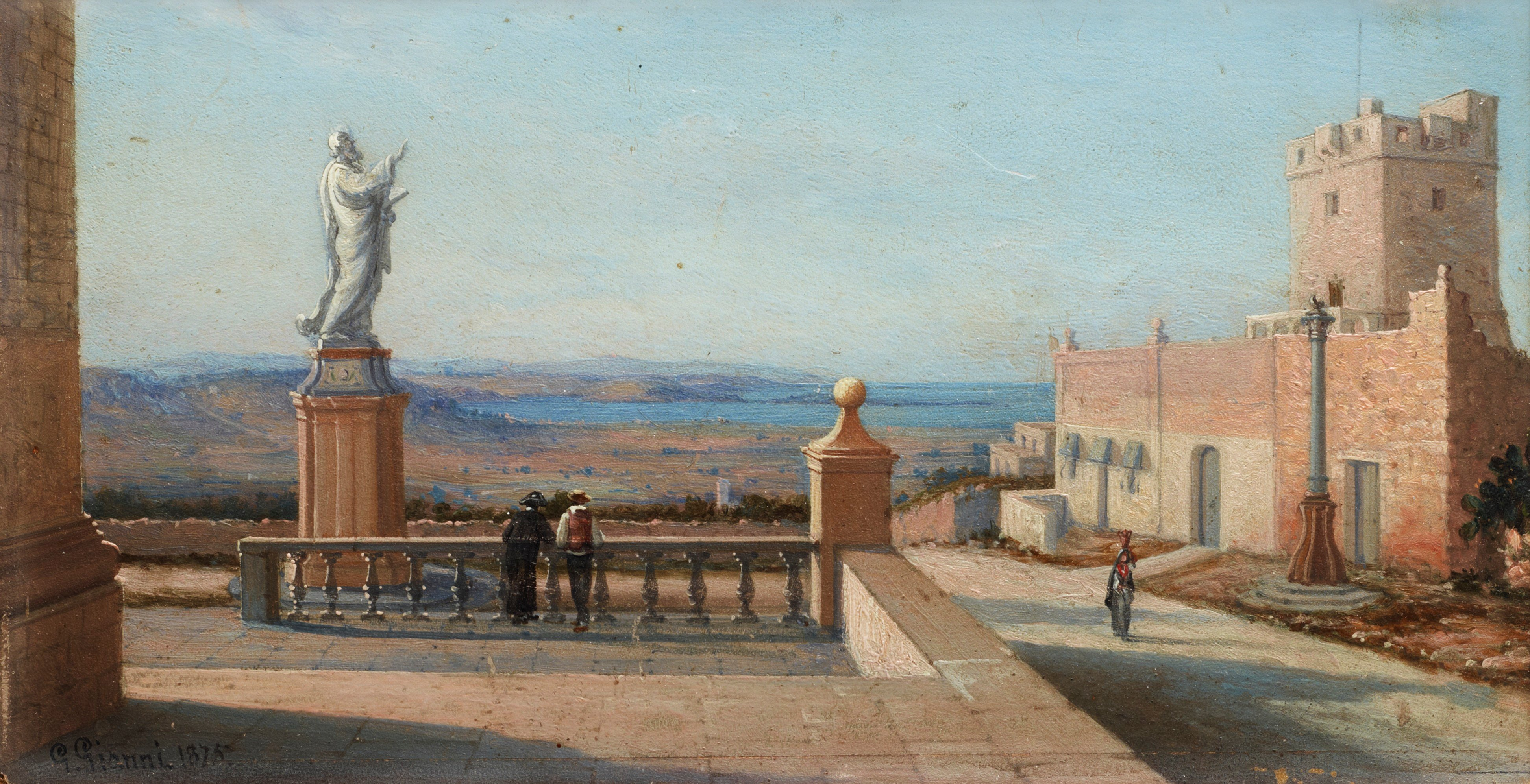
Girolamo Gianni: Máltai látkép 1875
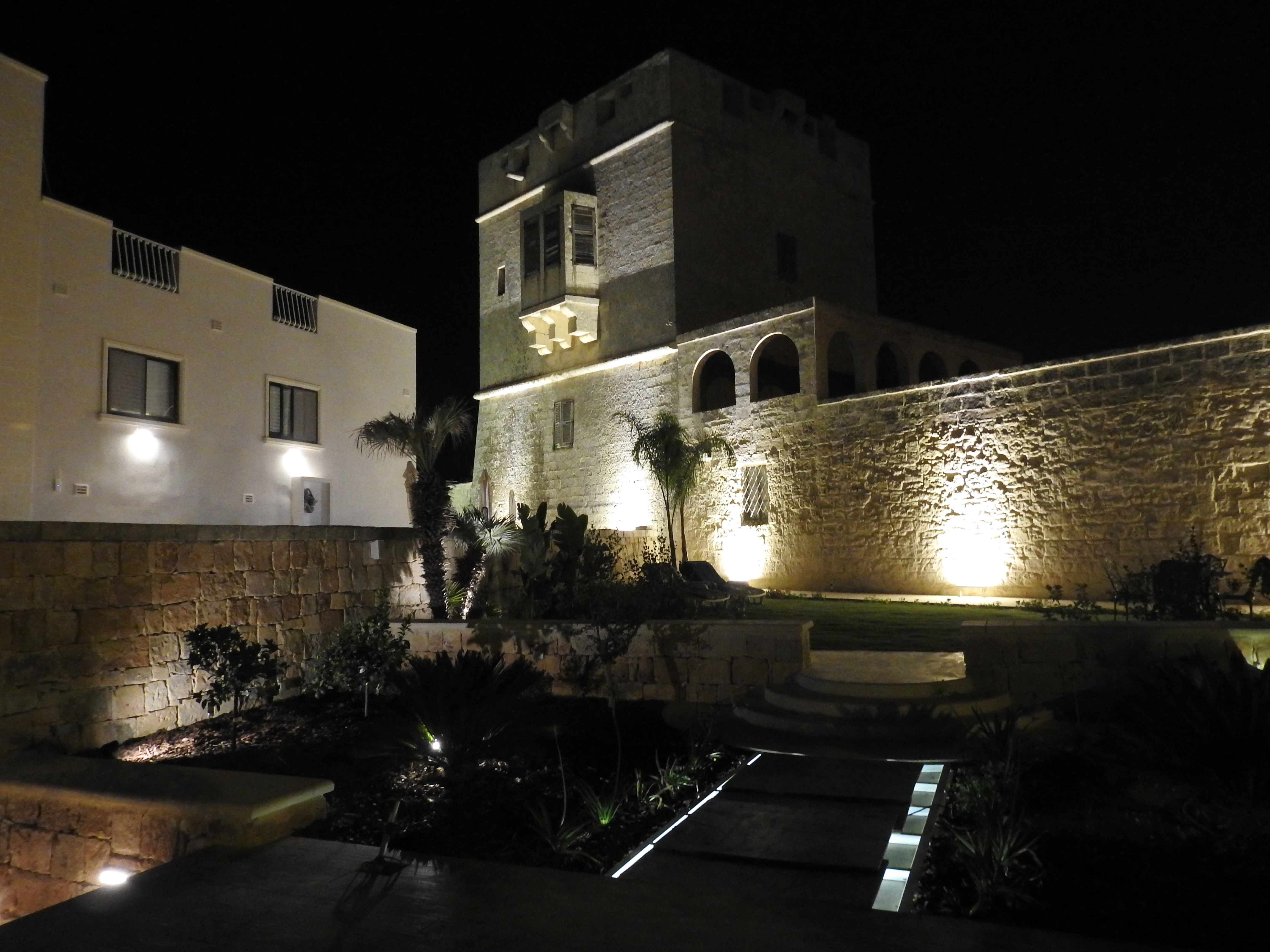
A Kapitány torony 2017-ben

## Fordítás
Ez a szócikk részben vagy egészben  a    Captain's Tower című angol Wikipédia-szócikk ezen változatának fordításán alapul.  Az eredeti cikk szerkesztőit annak laptörténete sorolja fel. Ez a jelzés csupán a megfogalmazás eredetét és a szerzői jogokat jelzi, nem szolgál a cikkben szereplő információk forrásmegjelöléseként.

## Külső hivatkozások
- A máltai szigetek kulturális javainak nemzeti jegyzéke